# Еммануїл Ксантос
Еммануїл Ксантос (грец. Εμμανουήλ Ξάνθος; 1772, Патмос — 28 листопада 1852, Афіни) — діяч грецького національно-визвольного руху, один із трьох засновників таємного товариства «Філікі Етерія» в Одесі, яке мало на меті підготовку збройного повстання.

## Життєпис
Еммануїл Ксантос народився на грецькому острові Патмос. Його батько в ранні роки перебував на військовій службі російського царя, мати походила із дворянської родини. Початкову освіту Ксантос також здобув на Патмосі. З юних років він працював у торговельній конторі в Трієсті, 1810 року вперше відвідав Одесу, потім переїхав до Смірни, де започаткував власне торговельне підприємство. 1812 року поїхав до Константинополя, де почав співпрацювати із трьома торговцями маслинами і оливковою олією. Кінець 1812 та 1813 рік провів у Греції, в цей час на Лефкасі вступив у масонську ложу. 1813 року Еммануїл Ксантос повертається до Одеси, де знайомиться із Ніколаосом Скуфасом та Атанасіосом Цакалофим.
1814 року троє товаришів заснували таємне товариство «Філікі Етерія». Використовуючи свій досвід, Ксантос заклав у структуру Етерії масонську ієрархію. Крім того Ксантос був призначений секретарем товариства, йому довірили ведення Народної каси, паралельно він став зв'язковим з іншими присвяченими керівниками, зокрема із Панайотісом Анагностопулосом.

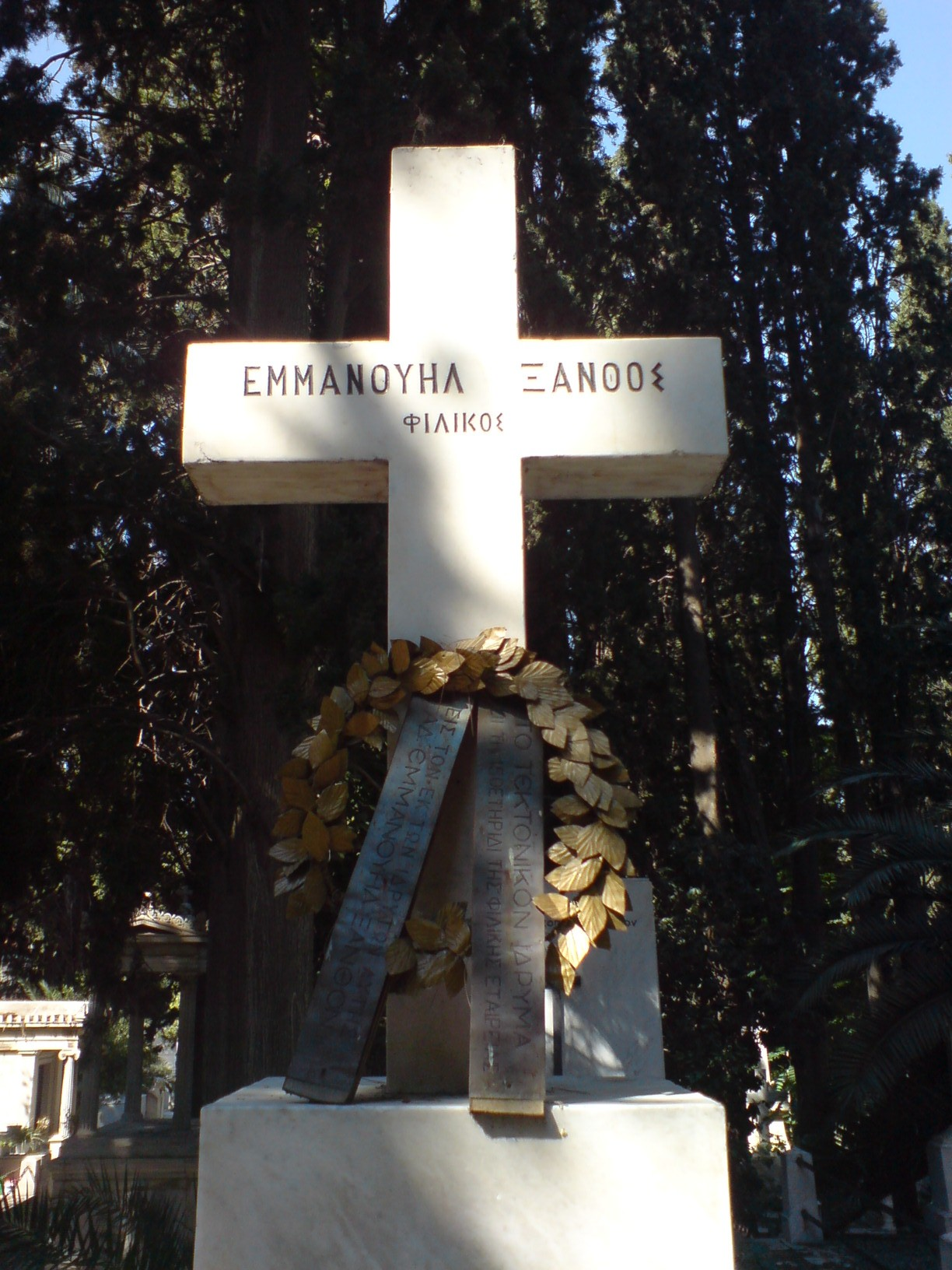
Могила Ксантоса на Першому афінському кладовищі

15 січня 1820 року Еммануїл Ксантос прибув до Санкт-Петербурга, аби запропонувати Іоаннісу Каподистрії, міністру закордонних справ Російської імперії, надати політичну підтримку «Філікі Етерії» або навіть очолити товариство. Проте Каподистрія, як противник революції, не пристав на пропозицію Ксантоса. Тоді Ксантос звернувся до Олександра Іпсіланті, генерал-майора російської служби. Він прийняв пропозицію і висунув вимогу про одноосібне керівництво «Філікі Етерією» та керівництво повстанням. Відповідну угоду етерійці та Іпсіланті уклали 12 квітня 1820 року в Санкт-Петербурзі.
У лютому 1821 року Олександр Іпсіланті в супроводі Еммануїла Ксантоса, разом з братами Миколою і Георгієм, і князем Кантакузином вирушили в Молдову, де незабаром війська Іпсіланті зазнали нищівної поразки. Згодом Ксантос виїхав у Грецію, де брав безпосередню участь у визвольних військових діях на Пелопоннесі. Тут він залишається до 1826 року, після чого їде до Австрії, аби організувати втечу Олександра Іпсіланті, ув'язненого в австрійській в'язниці в Мугачі. Ця операція зірвалася, і Ксантос вирушив до Волощині, де він живе в тіні до 1837 року, коли він вирішив повернутися у вже вільну Грецію. Через 2 роки він призначається на адміністративну посаду на острів Ідра, але через деякий час звільнений.
Подальше життя він прожив, бідуючи, чекаючи марно від грецької влади будь-якої допомоги. 1845 року опублікував свої «Мемуари» — важливе джерело інформації про Етерії, оскільки ніхто з двох інших його засновників, оскільки ані Скуфас, ані Цакалоф, не залишили після себе жодних письмових свідчень. Помер Еммануїл Ксантос в Афінах 1852 року, похований на Першому афінському кладовищі.